# George Strahan

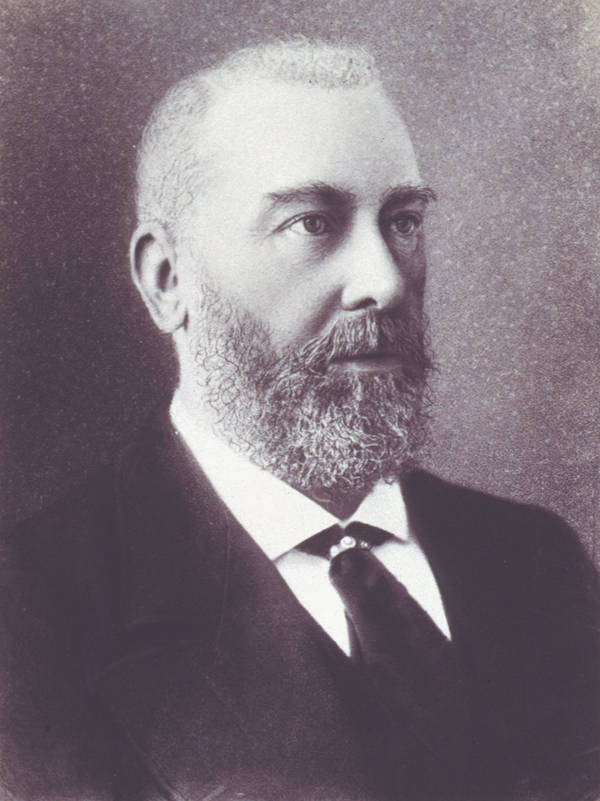
George Strahan

Sir George Cumine Strahan (* 9. Dezember 1838 in Fraserburgh, Großbritannien; † 17. Februar 1887 in Bournemouth) war ein britischer Offizier und von 1881 bis 1886 Gouverneur von Tasmanien. Nach ihm ist die Ortschaft Strahan im Westen Tasmaniens benannt.

## Leben
Nach Studium an der Königlichen Militärakademie in Woolwich trat er 1857 im Dienstgrad eines Leutnants ins Royal Artillery Corps der britischen Armee ein.
Strahan wurde Aide-de-camp der letzten beiden Hochkommissare der Ionischen Inseln, William Ewart Gladstone sowie Henry Storks. Als Storks 1864 zum Gouverneur von Malta ernannt wurde, folgte ihm Strahan und diente auch unter seinem Nachfolger Patrick Grant. 1868 wurde er Chefsekretär von Malta. Schnell folgten weitere Versetzungen – und damit verbundene Beförderungen – auf die Bahamas (1872–73, zuletzt als stellvertretender Gouverneur), nach Lagos (1873–74, Verwalter der Kolonie) und zur Kolonie Goldküste (1874–76, Gouverneur). Von 1876 bis 1880 war er Gouverneur von Barbados und der Windward Islands.
Im April 1880 wurde Strahan zum Gouverneur der Kolonie Tasmanien ernannt. Das Amt trat er allerdings erst nach seiner Ankunft auf Tasmanien im Dezember 1881 an, da er zuvor noch als Gouverneur der Kapkolonie nach Südafrika beordert wurde, um den eigentlich dort vorgesehenen Hercules Robinson zu vertreten. Während seiner Zeit als Gouverneur war Strahan beliebt, wurde jedoch häufiger von Krankheiten geplagt. Nach Ende seiner Amtszeit verließ Strahan im Oktober 1886 Tasmanien. Sein Aufenthalt in England sollte nur von kurzer Dauer sein, da er zum nächsten Gouverneur von Hongkong berufen wurde. Bevor er sich jedoch nach Hongkong aufmachen konnte, verstarb Strahan im Alter von 48 Jahren in Bournemouth.

## Auszeichnungen
- Companion of the Order of St. Michael and St. George (1875)
- Knight Commander of the Order of St. Michael and St. George (1880)
- Knight Grand Cross of the Order of St. Michael and St. George (1887)